# Deep-fried butter
Il deep-fried butter è uno spuntino statunitense. Si prepara dapprima impanando o impastellando uno gnocco di burro che viene successivamente immerso nell'olio bollente. Il deep-fried butter è oggi tipico di alcune fiere di stato degli USA, come la State Fair of Texas di Dallas, e la Iowa State Fair di Des Moines.

## Storia

### Antecedenti
Un alimento simile al deep-fried butter compare in una ricetta del 1615. The Art of Cookery Made Plain and Easy, pubblicato da Hannah Glasse nel 1747, contiene un'altra ricetta per preparare del burro fritto. Nel tomo di Glasse il burro viene messo in ammollo in acqua salata per alcune ore, infilzato in uno spiedo, ricoperto di pangrattato e noce moscata, e lasciato tostare a fuoco basso ricoprendolo con tuorli d'uovo e altro pangrattato. Glasse consiglia di mangiare il piatto con le ostriche.

### Origini
Il deep-fried butter odierno risulta invece inventato da Abel Gonzales Jr., noto anche come "Fried Jesus", durante la State Fair of Texas del 2009. L'alimento, che venne preparato usando del burro congelato e poi impastellato, valse a Gonzales il premio "cibo più creativo" dell'evento.

### Diffusione
Alla Iowa State Fair del 2011 l'imprenditore e concessionario della kermesse Larry Fyfe distribuì al pubblico una variante con stecco del deep-fried butter. Oltre a venire impastellato, il burro fritto di Fyfe era insaporito con miele, cannella e zucchero a velo. Tale versione del deep-fried butter venne riproposta anche alla State Fair texana.
Il deep-fried butter venne introdotto in Canada nel 2010 durante la National Exhibition di Toronto. Curtis Rush di Toronto Star sostenne che lo spuntino potrebbe aver contribuito ad aumentare l'affluenza del pubblico nella fiera. Nel corso dei 18 giorni della National Exhibition, vennero vendute complessivamente 9.000 porzioni da quattro palline di burro fritto ciascuna per un totale di 36.000 palline. Ciascuna porzione conteneva 315 calorie.
All'edizione del 2011 della fiera di Orange County Fair di Costa Mesa il burro fritto era abbinato a della pancetta al cioccolato. Tale pietanza venne soprannominata ironicamente "combo coronarica" (coronary combo). Il deep-fried butter con pancetta e cioccolato venne servito in occasione di altri eventi, come la State Fair of Virginia e il festival musicale Musikfest a Bethlehem. Sempre nel 2011, il pub The Fiddler's Elbow di Edimburgo iniziò a vendere il Braveheart Butter Bombs: un controverso deep-fried butter con gelato mischiato all'Irn-Bru e del coulis. Il pub proponeva anche una variante in cui il whisky sostituiva l'Irn-Bru.

## Accoglienza
NPR dichiarò che il deep-fried butter abbia un sapore simile a quello del French toast e ricorderebbe quello del "pane più burroso che si possa immaginare". Molti sostengono che il piatto possa recare danni alle arterie a causa dell'altissima quantità di colesterolo in esso presente.